# Seán Ó Ceallaigh

Seán T. Ó Ceallaigh

Seán Tomás Ó Ceallaigh (engl. Seán T. O’Kelly; * 25. August 1882 in Dublin; † 23. November 1966 ebenda) war ein irischer Politiker. Nachdem er bereits mehrere Ministerposten bekleidet hatte, war er von Juni 1945 bis Juni 1959 der zweite Präsident von Irland.

## Leben
Seán Ó Ceallaigh gehörte für Sinn Féin dem Dáil Éireann, dem ersten unabhängigen, aus einer Kammer bestehenden irischen Parlament an, und wurde bei dessen Konstituierung am 22. Januar 1919 zum Ceann Comhairle (Parlamentspräsidenten) gewählt.
Nach der Unabhängigkeit Irlands war Ó Ceallaigh von 1923 bis zu seiner Wahl zum Staatspräsidenten Mitglied im Dáil Éireann, dem Unterhaus des irischen Parlaments. Er war von März 1932 bis September 1939 Innenminister (Minister for Local Government and Public Health) und von September 1939 bis Juni 1945 Finanzminister. Ó Ceallaigh war von Dezember 1937 bis zu seiner Präsidentschaft Tánaiste, also stellvertretender Premierminister Irlands. Er lebte in Roundwood und in Dublin.

## Auszeichnungen (Auswahl)
- 1950: Großkreuz des Ordens Karls III.
- 1955: Sonderstufe des Großkreuzes des Verdienstordens der Bundesrepublik Deutschland
- 1957: Großkreuz des Verdienstordens der Italienischen Republik
- 1958: Collane des Päpstlichen Piusordens[3]